# 盧克馬區 (馬里斯卡爾盧蘇里加省)
盧克馬區（西班牙語：Distrito de Lucma），是秘魯的一個區，位於該國北部安卡什大區的馬里斯卡爾盧蘇里加省，始建於1960年5月3日，面積77.37平方公里，海拔高度3,083米，2005年人口3,286，人口密度為每平方公里42人。